# Condado Portucalense
Durante el periodo de la Reconquista existieron en el actual territorio de Portugal dos condados Portucalenses o condados de Portucale distintos. Un primer condado, fundado por Vímara Pérez tras la conquista de Portus Cale (actual Oporto) en 868 para el reino de Asturias, e incorporado al reino de Galicia en 1071, tras la muerte del conde Nuño Méndez. Aun gozando de cierta autonomía, siempre constituyó una dependencia de la Corona leonesa. Abarcaba aproximadamente el mismo territorio que la actual región de Douro Litoral. El segundo condado se constituyó alrededor de 1095 en el feudo del rey Alfonso VI de León y ofrecido a Enrique de Borgoña, un borgoñón que vino a auxiliarlo en la conquista de las tierras a los almorávides y recibió más tarde la mano de la infanta Teresa de León. Era de extensión mucho mayor que el primero, y abarcaba los territorios del antiguo condado de Coímbra (suprimido en 1091), partes de Trás-os-Montes y porciones del sur de Galicia (en su mayoría, la diócesis de Tuy). Para evitar ambigüedades, se suele llamar al primero condado de Portucale y al segundo condado Portucalense.

## Historia
El nombre del condado viene del topónimo Portucale, con el cual desde el siglo IX se designaba una ciudad situada cerca de la desembocadura del río Duero, llamada Portus Cale, Puerto de Cale, que parece ser un híbrido formado por un término latino (Portus, puerto) y otro de lengua griega (καλός, transl. kalós, "bello"), dando así Puerto Bello.
Otra hipótesis es la de que el nombre deriva de la cultura castrense que habitaron el área de Cale en tiempos prerromanos los galaicos o callaeci. Una explicación alternativa es la de que el nombre deriva de la diosa venerada por la tribu y que podría históricamente relacionarse con la palabra Cailleach (traducida como diosa ancestral), en Irlanda, en una invasión celta proveniente de la Galaecia. 
La siguiente hipótesis afirma que la palabra cale o cala sería celta y significaría puerto, ensenada o abrigo, e implicaba la existencia de un puerto celta más antiguo.
Aun así, existe otra hipótesis que propone que Cale deriva de Caladunum.

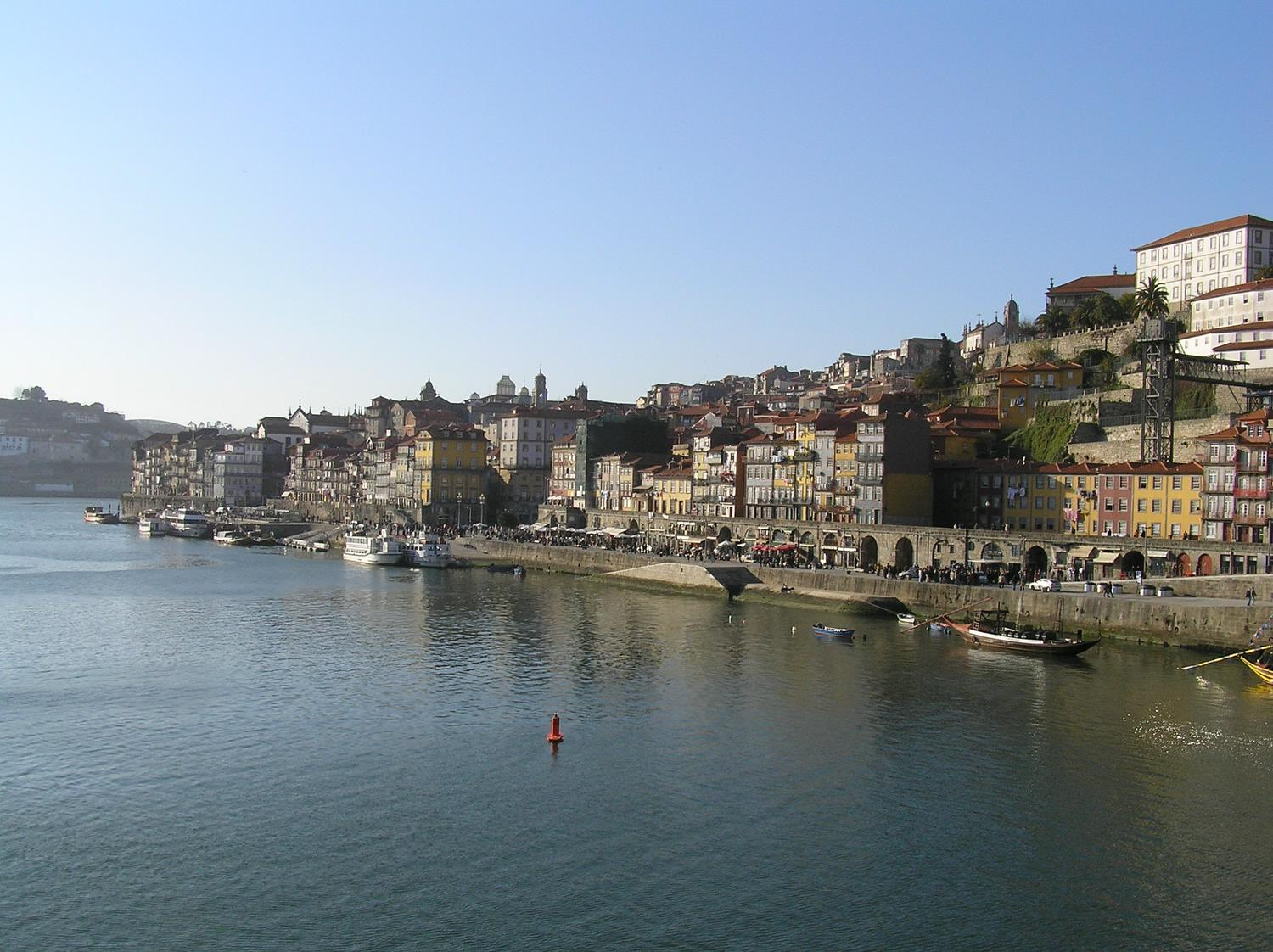
Ribera del Duero en Oporto.

Data de este periodo la expresión tierra portucalense o provincia portucalense para designar un territorio distinto que era limitado al norte por la tierra bracarense, y al sur por el río Voga y tenía por centro la población de Portucale.
En el siglo I a. C. las Historias de Salustio refieren una Cales civitas localizada en Gallaecia; Cale habría sido conquistada por Perpena, en el siglo IV, en el Itinerario de Antonino se habla de una población llamada de Cale o Calem, en el siglo V, Idácio de Chaves, escribe sobre un Portucale Castrum.

### Portucale
Se cree en la existencia de una población cercana a la desembocadura del río Duero, esto en la época de la invasión romana, pero no se han podido encontrar restos de dicha población, ya que no existen datos que permitan saber de su ubicación ni siquiera en forma aproximada. 
El Parroquial Suévico de la época de San Martín de Braga, estudiado por el canónigo Pierre David después de su identificación por el también canónigo Avelino de Jesus da Costa, uno de los hombres más importantes de la diplomacia portuguesa, se refiere, siglos después, a una aldea llamada Portucale Castrum Antiquum, en el margen izquierdo, y otro, el Portucale Castrum Novum, en el derecho.
Con el dominio de los Suevos, Portucale fue escena de varios acontecimientos, entre ellos el aprisionamiento de Requiario durante la invasión de Teodorico II (457), la revuelta de su gobernador Agiulfo, que pretendía ser proclamado rey y fue ejecutado, y la última batalla de Andeca (585), último rey suevo, vencido por Leovigildo.
Con la invasión musulmana de la península ibérica, Portucale era ya, desde la segunda mitad del siglo VI, la sede de la diócesis Portucalense, situada en la provincia de Gallaecia, y teniendo por gobernador al Obispo de Braga. Después de la invasión, la diócesis no sobrevivió y tras la conquista de Oporto, en 868, fue restaurada.

## Condado de Portucale
La reocupación y reconstrucción o fortificación de la zona de Portucale se realizó después de la presura de Vímara Pérez. 
A partir de entonces, la información disponible indica que sus habitantes vivieron un próspero periodo de vida, lo que permitió que se iniciara la  reorganización, la que fue bien llevada, lo que incluyó de repoblación más allá de los límites de la antigua diócesis que se había asentado allí, tanto al Norte del río Ave como al Sur del río Duero. 
Para esa época el territorio ya era conocido como Tierra Portugalense, y poco a poco crecían las fronteras del territorio abarcando para entonces Braga, Lamego, Viseo, Terras da Feira y Coímbra.
La reconquista permitió también la restauración diocesana, instalándose los obispos de Portucale en una pequeña población llamada Magneto (la cual los especialistas hacen corresponder con el actual Meinedo, en el municipio de Lousada).
Apenas diez años transcurridos desde la conquista definitiva de Portucale fue tomada la ciudad de Coímbra y erigida en Condado en manos del conde Hermenegildo Gutiérrez; su posición funcionó como región de contacto entre los mundos cristianos y musulmán, lo que permitió una convivencia en paz en el territorio de Entre Douro e Minho durante cierto tiempo. Sin embargo, las campañas de reconquista de las tierras musulmanas llevadas a cabo por Almanzor a finales del siglo X, hicieron retroceder la línea de frontera de nuevo hasta la región del río Duero.
En la segunda mitad del siglo xi, se reconstituyó al Sur el condado de Coímbra (que incluía  la ciudad del Mondego, y las tierras de Lamego, Viseo y Feira, que fueron entregadas al alguacil (jamás se autointituló «conde» en los documentos encontrados) Sisnando Davídiz, un mozárabe valido del rey Fernando I de León, que conquistó definitivamente la ciudad en 1064 (este condado se reincorporaría más tarde al Portucalense).
Paulo Merêa refiere la existencia de documentos encontrados en la provincia de Orense, en Galicia, en los cuales surge la referencia expresa a tierras situadas en Portugal, es decir, al sur del río Limia, y que entonces pertenecían y vendrían a pertenecer durante algún tiempo al ámbito de organización eclesiástica de Tuy, repoblada durante el reinado de Ordoño I.
La repoblación de la Tierra Portugalense ocurrió en tiempos de Alfonso III y el gobierno de Vímara Pérez y sus descendientes.

### Condes de Portucale
Fueron condes de Oporto:
- Vímara Pérez (c. 868-873)

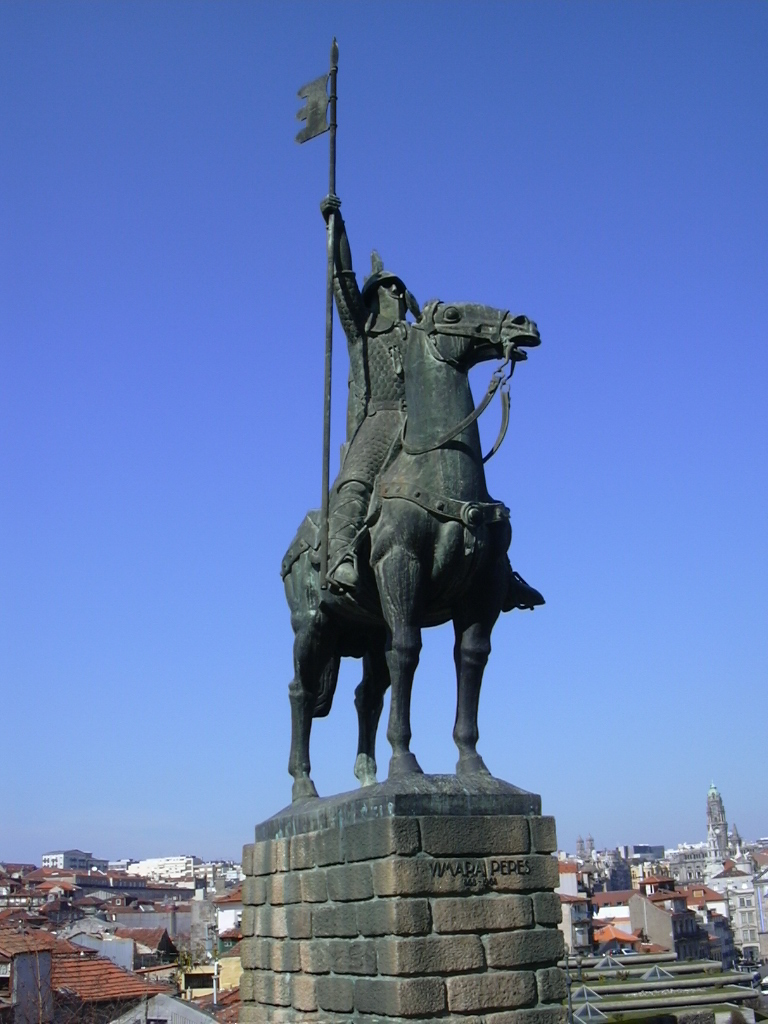
Estatua de Vímara Pérez.

- Lucídio Vimaranes, hijo del anterior (873-?)
- Hermenegildo González ∞ Muniadona Díaz
- Gonzalo Menéndez, hijo del anterior (c. 950-999); en 997 se autonombra magnus dux portucalensium.
- Menendo González, hijo del anterior (999-1008) ∞ Toda
- Aloito Núñez, descendiente de Vímara Pérez; casado con Guntina (1008-1015)
- Nuño Alóitez ∞ Ilduara Menéndez (1017-1028), hija del conde Menendo González.
- Menendo Núñez (1028-1050/1054)
- Nuño Méndez (1050-1071) – último conde de la familia de Vímara Pérez; derrotado por el rey García de Galicia en la batalla de Pedroso.

Con el reparto que hizo Fernando I de León a su muerte en 1065, el territorio portucalense se vinculó a Galicia en las querellas entre sus hijos. Aunque en 1071, propiamente, el condado ya había desaparecido.

## Condado portucalense

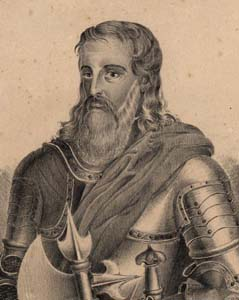
El Conde del Condado Portucalense, Enrique de Borgoña.

La ambición de Alfonso VI reconstituye nuevamente los estados paternos y, cuando García murió después de estar preso por orden de su hermano Alfonso en 1091, los territorios en su posesión pasan a manos de Raimundo de Borgoña, casado con Urraca de León. A estas alturas, la crudeza de las embestidas almorávides recomendaba la distribución de los poderes militares para reforzar así el territorio: un comandante en la zona central, encabezado por el propio rey Alfonso VI, otro, no oficial, dirigido por El Cid en Valencia, y el tercero en occidente, dirigido por Raimundo. Este había ya perdido Lisboa, que fue cedida por el rey taifa de Badajoz al Reino de León junto con Santarém, que también estaba a punto de caer en manos almorávides. Raimundo tampoco consigue defender eficazmente la línea del río Tajo, y esa será una de las razones que atribuyen algunos historiadores modernos a la decisión tomada por Alfonso VI de reforzar aún más la defensa militar occidental, dividiendo en dos zonas las que inicialmente se atribuyó a Raimundo. Entregó así la más expuesta a Enrique de Borgoña.
El conde Enrique, apoyado por los intereses políticos clunicenses, se introduce ambiciosamente en la política del reino, conquistando poder junto a las cortes. Viéndose en la condición de subordinados al rey, los condes o gobernadores tenían amplios poderes administrativos, judiciales y militares, y su pensamiento se orientaba, naturalmente, a la adquisición de una completa autonomía cuando, en el caso portugués, las condiciones fueran favorables.
Con el fin de aumentar la población y valorar su territorio, Enrique dio fueros y fundó villas en varias tierras, entre ellas Guimarães, la cual hace villa de burgueses, atrayendo allí, con varios obsequios, a muchos francos, sus compatriotas.
En Guimarães fijó su vivienda, en palacios propios dentro del castillo que allí se edificó el siglo anterior. Fallecido el conde Enrique en 1112, pasa el condado a su viuda, Teresa de León, que lo gobernó durante la minoría de edad de su hijo Alfonso Enríquez. 
Teresa comienza en 1121 a autonombrarse reina, pero los conflictos con el alto clero y sobre todo la complicidad con Fernando Pérez de Traba, magnate gallego a quien le entregó el gobierno de Oporto y Coímbra, le supusieron la revuelta de los portucalenses y de su propio hijo, rechazándolo por extranjero.
En 1125, a los catorce años de edad, el joven Alfonso Enríquez se arma a sí mismo caballero, como dictan la costumbre real, convirtiéndose así en guerrero independiente. En 1127, Alfonso pasó a controlar su condado y dándole la independencia de Portugal. Se inició entonces una guerra contra Alfonso VII de León.
En 1128, tras la Batalla de San Mamede, en Guimarães, en que los partidarios del infante Alfonso derrotan a los de su madre, Alfonso Enríquez toma el control del condado y funda el reino de Portugal.
Luchando contra los cristianos de León y Castilla y los musulmanes, Alfonso I de Portugal consigue una importante victoria contra los moros en la Batalla de Ourique, en 1139 y declara la independencia. Nace el reino de Portugal y es fundada su primera dinastía, con Alfonso Enríquez como monarca del nuevo reino.

### Condes portucalenses: Casa de Borgoña
- Enrique de Borgoña (1095-1112)
  - Junto a su mujer Teresa
- Teresa de León (en solitario: 1112-1128, con el título de reina)
- Alfonso Enríquez (1128-1139, con el título de dux, 1139-1143, con el título de rey)

(se consigue la independencia de Portugal).